# Fryderyk Warzecha
Fryderyk Warzecha (ur. 22 maja 1935 w Zabrzu, zm. 6 maja 1987) – polski ślusarz, poseł na Sejm PRL V kadencji.

## Życiorys
Uzyskał wykształcenie zasadnicze zawodowe, z zawodu ślusarz wagowy. Pracował jako ślusarz górnik w kopalni Węgla Kamiennego „Zabrze” w Zabrzu. W 1969 jako bezpartyjny uzyskał mandat posła na Sejm PRL w okręgu Gliwice, zasiadał w Komisji Handlu Wewnętrznego.
Został pochowany na cmentarzu parafialnym w Zabrzu.

## Odznaczenia
- Brązowy Krzyż Zasługi